# Liste der Biografien/Wut
Liste der Biografien |
Portal Biografien |
Personensuche
# |
A |
B |
C |
D |
E |
F |
G |
H |
I |
J |
K |
L |
M |
N |
O |
P |
Q |
R |
S |
T |
U |
V |
W |
X |
Y |
Z |
?
 
Wa |
Wc |
Wd |
We |
Wh |
Wi |
Wj |
Wl |
Wn |
Wo |
Wr |
Ws |
Wt |
Wu |
Ww |
Wy |
Wz
 
Wua |
Wub |
Wuc |
Wud |
Wue |
Wuf |
Wug |
Wuh |
Wui |
Wuj |
Wuk |
Wul |
Wum |
Wun |
Wuo |
Wup |
Wur |
Wus |
Wut |
Wuw |
Wuy |
Wuz
Die Liste der Biografien führt alle Personen auf, die in der deutschsprachigen Wikipedia einen Artikel haben. Dieses ist eine Teilliste mit 115 Einträgen von Personen, deren Namen mit den Buchstaben „Wut“ beginnt.

## Wut

### Wute
- Wuterich, Frank (* 1980), US-amerikanischer Unteroffizier des United States Marine CorpsFrank Wuterich (* 1980)

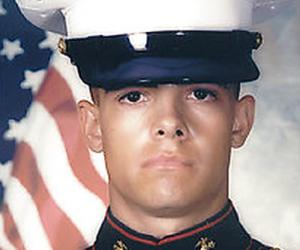
Frank Wuterich (* 1980)

### Wutg
- Wutgenau, Johann Leonhard von (1690–1764), kaiserliche Stadtkommandant von Breslau und nachmaliger preußischer Oberst und Regimentschef
- Wutginau, Heinrich Wilhelm von (1697–1776), landgräflich hessen-kasselscher General der Infanterie sowie Gouverneur von Burg Rheinfels

### Wuth
- Wuth, Otto (1885–1946), deutscher Psychiater
- Wuthe, Gerhard (1927–2010), deutscher Politologe und Hochschullehrer
- Wuthe, Paul (* 1968), österreichischer Theologe, Chefredakteur und Geschäftsführer von Kathpress, Medienbeauftragter der österreichischen Bischofskonferenz
- Wuthenau, Adam Ludwig von (1706–1763), deutscher Kammerherr, Domdechant und Rittergutsbesitzer
- Wuthenau, Alexander von (1900–1994), deutsch-mexikanischer Historiker und Kunstsammler
- Wuthenau, Fedor von (1859–1917), deutscher Rittergutsbesitzer und Hofbeamter
- Wuthenau, Friedrich Wilhelm von (1722–1801), preußischer Generalmajor, Chef des Husarenregiments Nr. 10
- Wuthenau, Hans Heinrich von, Mitglied der Fruchtbringenden Gesellschaft
- Wuthenau, Heinrich Jordan von (1657–1727), preußischer Generalleutnant, Chef des Dragonerregiment Nr. 6
- Wuthenau, Heinrich von (1598–1652), deutscher Verwaltungsbeamter und Gelegenheitsdichter
- Wuthenau, Jochen-Hilmar von (1887–1965), deutscher Landrat
- Wuthenau, Karl Ludwig von (1767–1821), preußischer Generalmajor
- Wuthenau, Karl von (1863–1946), deutscher Offizier, Standesherr und Gutsbesitzer
- Wuthenau, Ludwig Adam Christian von (1751–1805), deutscher Oberhofrichter, Domherr und Rittergutsbesitzer
- Wuthenow, Alwine (1820–1908), niederdeutsche Dichterin
- Wuthenow, Arthur (1844–1921), deutscher evangelischer Theologe
- Wuthenow, Ferdinand (1812–1882), deutscher Jurist und Richter
- Wuthenow, Ralph-Rainer (1928–2013), deutscher Literaturwissenschaftler
- Wütherich, Rolf (1927–1981), deutscher Rennfahrer
- Wuthmann, Georg (1863–1940), deutscher Konteradmiral der Kaiserlichen Marine
- Wuthmann, Rolf (1893–1977), deutscher General der Artillerie im Zweiten Weltkrieg
- Wüthrich, Adrian (* 1980), Schweizer Politiker (SP)
- Wüthrich, Brunello (* 1938), Schweizer Arzt
- Wüthrich, Gabriel (* 1981), Schweizer Fussballspieler
- Wüthrich, Gottlieb (1879–1946), Schweizer Elektroingenieur, Kunst- und Münzsammler
- Wüthrich, Gregory (* 1994), Schweizer FußballspielerGregory Wüthrich (* 1994)

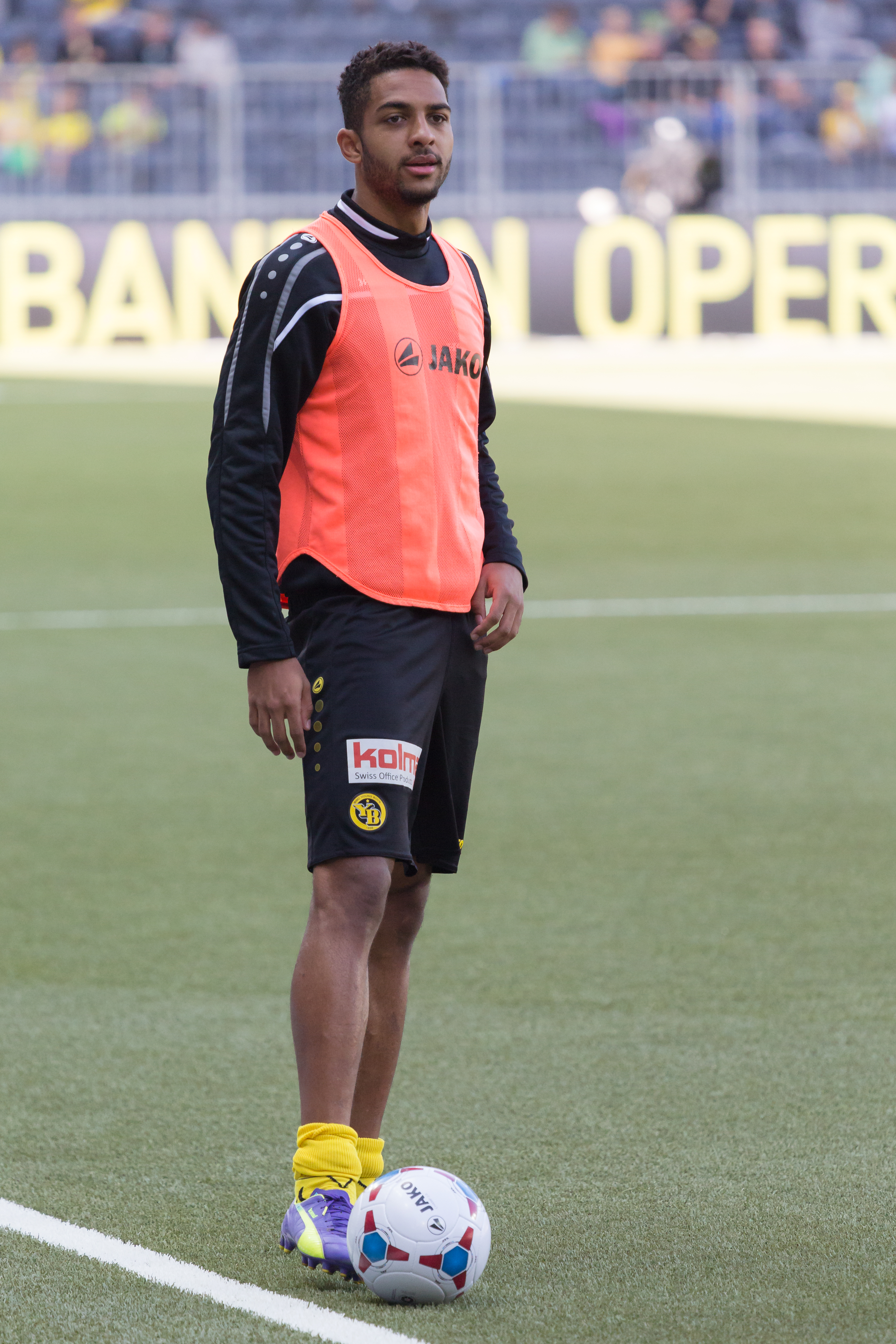
Gregory Wüthrich (* 1994)

- Wüthrich, Hans (1889–1982), Schweizer Fussballspieler, -trainer und -schiedsrichter
- Wüthrich, Hans (1937–2019), Schweizer Komponist und Sprachwissenschaftler
- Wüthrich, Hans A. (* 1956), Schweizer Managementforscher, Hochschullehrer und Professor für Internationales Management
- Wüthrich, Karl (1896–1965), Schweizer Fussballspieler
- Wüthrich, Karl Heinrich (* 1953), Schweizer Jurist
- Wüthrich, Kurt (* 1938), Schweizer Chemiker, Nobelpreis für Chemie 2002Kurt Wüthrich (* 1938)

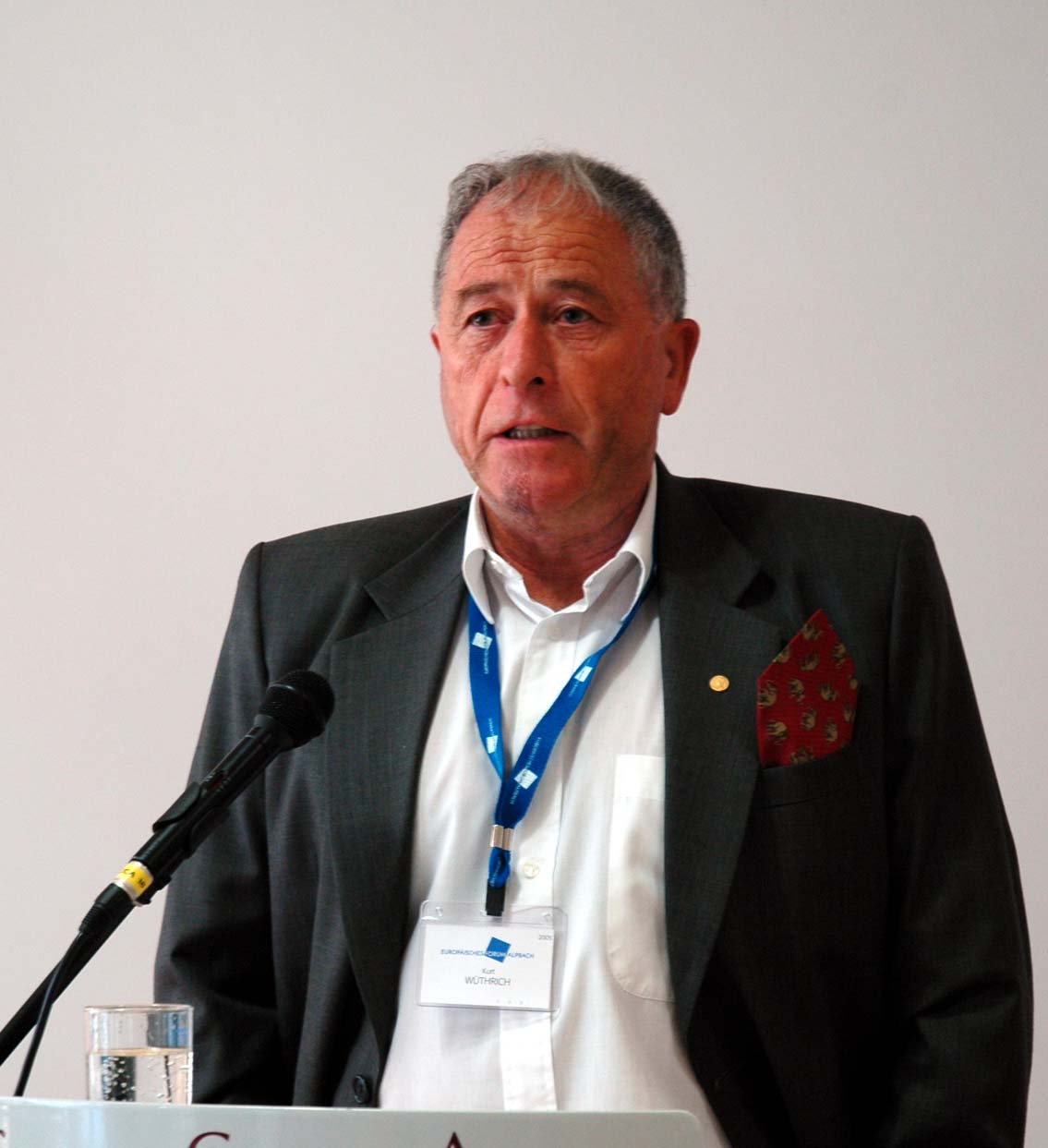
Kurt Wüthrich (* 1938)

- Wüthrich, Michael (* 1960), Schweizer Politiker
- Wüthrich, Peter (* 1962), Schweizer Künstler
- Wüthrich, Rolf (1938–2004), Schweizer Fußballspieler
- Wüthrich, Sébastien (* 1990), Schweizer Fussballspieler
- Wüthrich, Urs (1954–2022), Schweizer Politiker (SP)
- Wüthrich, Wege (* 1960), Schweizer Jazzmusiker
- Wüthrich, Werner (* 1947), Schweizer Schriftsteller, Theaterautor und Brechtforscher
- Wüthrich, Yves (* 1981), Schweizer Schauspieler

### Wutk
- Wutke, Konrad (1861–1951), deutscher Archivar und Historiker
- Wutky, Michael (1739–1822), österreichischer Maler

### Wuts
- Wutschel, Ludwig (1855–1938), österreichischer Politiker (SdP), Abgeordneter zum Nationalrat
- Wütschert, Anselm (1881–1915), Schweizer Straftäter, letzte Hinrichtung im Kanton Luzern
- Wutschetitsch, Jewgeni Wiktorowitsch (1908–1974), russischer Bildhauer
- Wutschewa, Wera (* 1973), bulgarische Biathletin
- Wutschik, Detlef (* 1966), deutscher Puppenspieler, Radiomoderator und Hoch- und niederdeutscher Autor
- Wutschkow, Julian (1936–2019), bulgarischer Essayist, Publizist, Theaterwissenschaftler, Literatur- und Fernsehtheoretiker, Kritiker und Historiker
- Wutsdorff, Irina (* 1970), deutsche Slawistin
- Wutsdorff, Johann Daniel (1748–1819), deutscher Kommunaljurist, Oberbürgermeister von Stargard in Pommern
- Wutsdorff, Oskar (1850–1926), deutscher Architekt und preußischer Baubeamter
- Wutstrack, Christian Friedrich, deutscher Pädagoge, Topograph und Schriftsteller

### Wutt
- Wutta, Eva Renate (1931–2011), deutsche Musikwissenschaftlerin, Bibliothekarin und Autorin
- Wutte, Daniela (* 1977), deutsche SchauspielerinDaniela Wutte (* 1977)

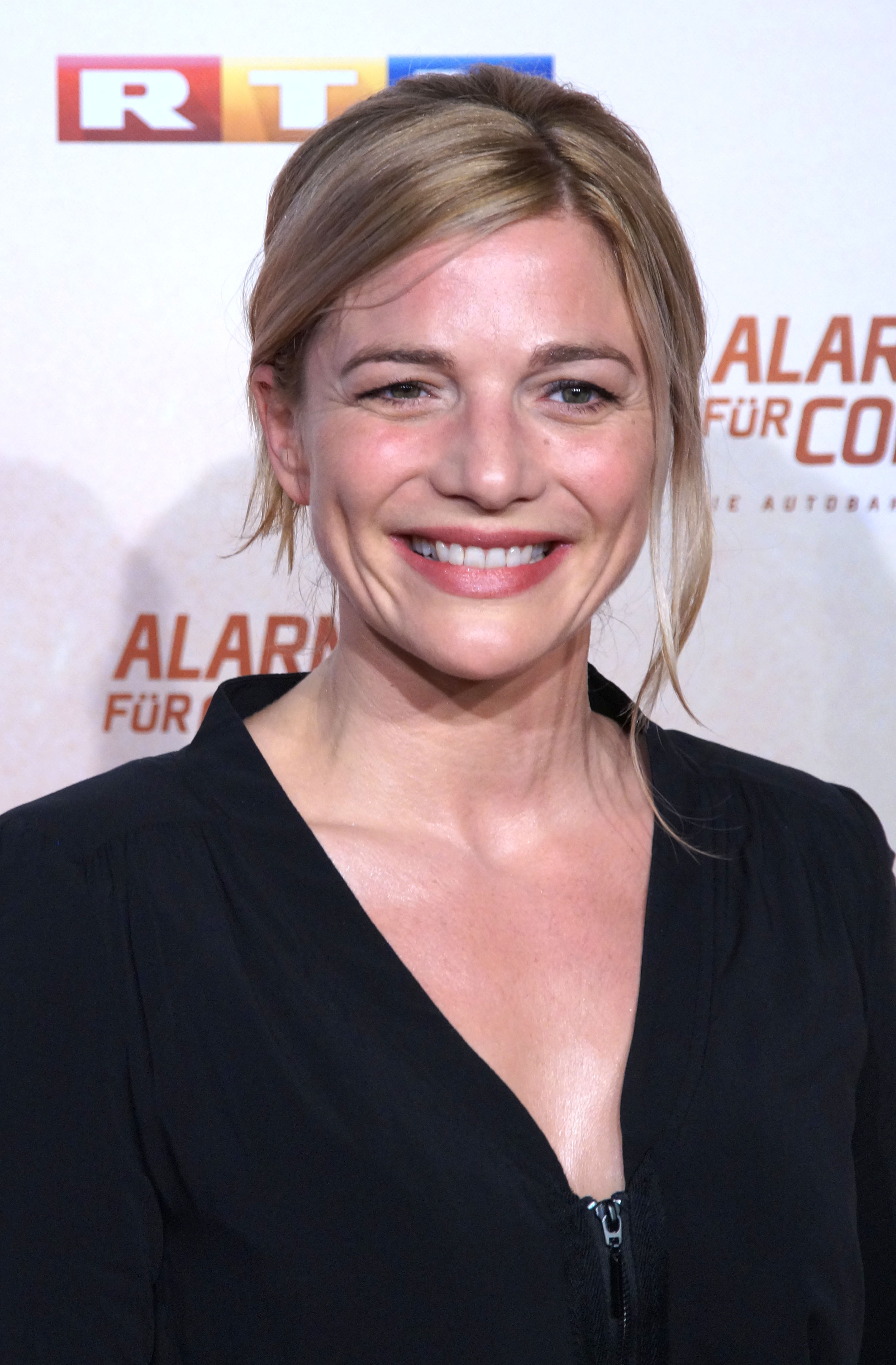
Daniela Wutte (* 1977)

- Wutte, Martin (1876–1948), österreichischer Historiker
- Wutte, Viktor (1881–1962), österreichischer Industrieller und Politiker (GDVP), Abgeordneter zum Nationalrat
- Wuttgenau, Gottfried Ernst von (1674–1736), k. k. Generalfeldzeugmeister sowie hessen-kasselischer Generalmajor
- Wutthanaphong Sukbang (* 2004), thailändischer Fußballspieler
- Wutthichai Marom (* 1994), thailändischer Fußballspieler
- Wutthichai Samlee (* 2000), thailändischer Fußballspieler
- Wutthikai Pathan (* 1995), thailändischer Fußballspieler
- Wutthipan Pantalee (* 1985), thailändischer Fußballspieler
- Wutthisak Maneesook (* 1986), thailändischer Fußballspieler
- Wutti, Eva (* 1989), österreichische Triathletin
- Wuttich, Manfred (1941–2018), deutscher Fußballspieler
- Wuttichai Asusheewa (* 1983), thailändischer Fußballspieler
- Wuttichai Masuk (* 1990), thailändischer Boxer
- Wuttichai Panboot (* 1991), thailändischer Fußballspieler
- Wuttichai Tathong (* 1985), thailändischer Fußballspieler
- Wuttig, Adolf (1844–1929), deutscher evangelischer Pfarrer
- Wuttig, Hans (1932–2021), deutscher Maler
- Wuttig, Heinz Oskar (1907–1984), deutscher Schriftsteller, Hörspiel- und Drehbuchautor
- Wuttig, Johann Friedrich Christian (1783–1850), deutscher Chemiker, Verwaltungswissenschaftler und Ministerialbeamter
- Wuttig, Matthias (* 1960), deutscher Physiker
- Wuttisak Srichai (* 2000), thailändischer Fußballspieler
- Wuttke, Adolf (1819–1870), evangelischer Theologe, Autor und Politiker
- Wuttke, Adolf Karl Wilhelm (1890–1974), deutscher SS-Scharführer und Kommandoführer im Außenlager Julius
- Wuttke, Alex, britischer Filmtechniker für Visuelle Effekte
- Wuttke, Bernhard (1902–1944), deutscher Beamter und Landrat
- Wuttke, Carl (1849–1927), deutscher Landschafts- und Architekturmaler
- Wuttke, Claas Christian (* 1969), deutscher Maschinenbauingenieur und Hochschullehrer
- Wuttke, Dieter (* 1929), deutscher Philologe (Germanist) und Kulturhistoriker
- Wuttke, Dietmar (* 1978), deutscher Fußballspieler
- Wuttke, Erwin M. (1904–1977), schlesischer Schlosser, Arbeiterdichter
- Wuttke, Günther (1923–2002), deutscher Politiker (SPD), MdB
- Wuttke, Heinrich (1818–1876), deutscher Historiker
- Wuttke, Jonas (* 1996), deutscher YouTuber und Kurzfilm-Regisseur
- Wuttke, Martin (* 1962), deutscher Schauspieler und RegisseurMartin Wuttke (* 1962)

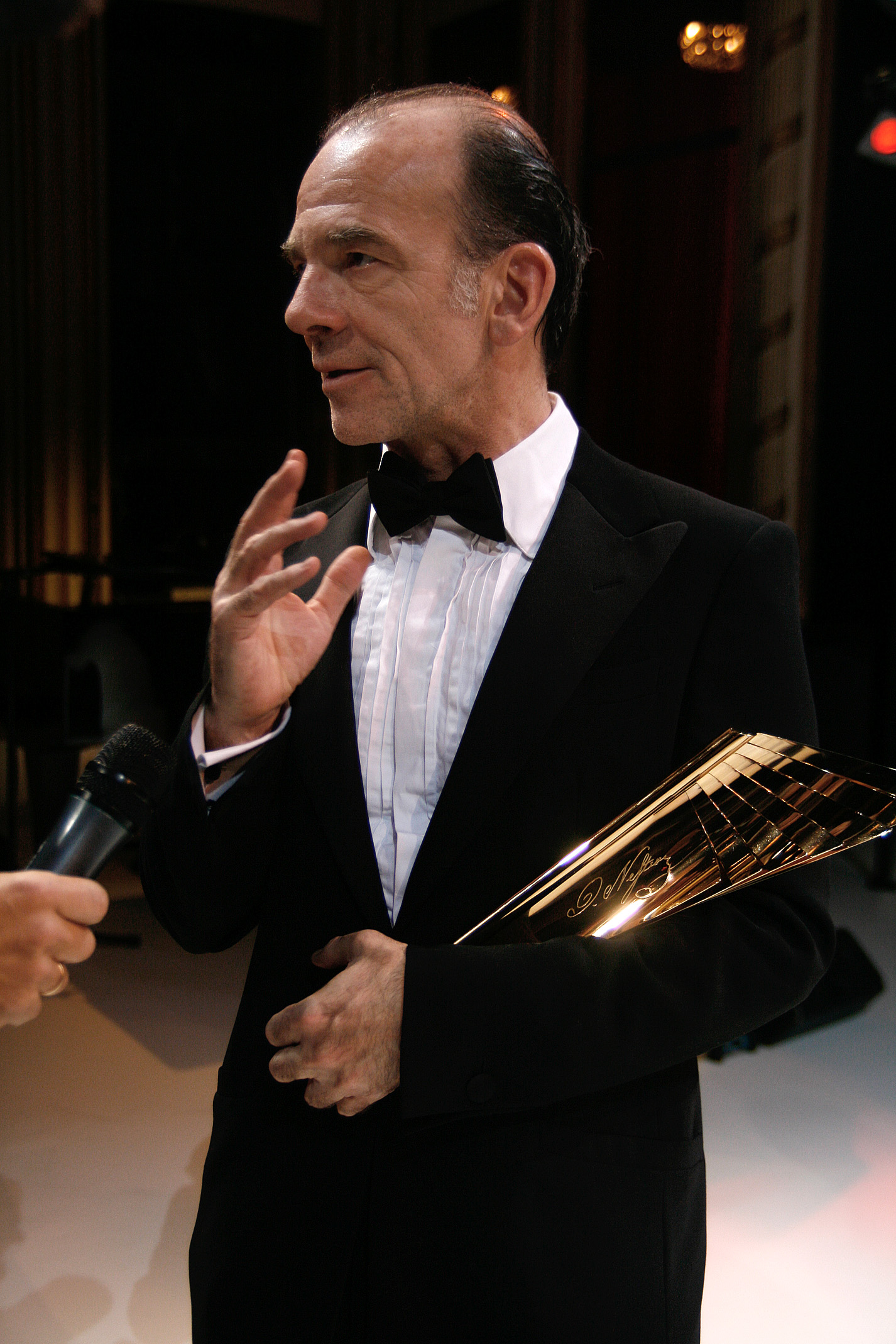
Martin Wuttke (* 1962)

- Wuttke, Michael (* 1950), deutscher Paläontologe
- Wuttke, Robert (1859–1914), sächsischer Volkswirtschaftler und Volkskundler
- Wuttke, Tim (* 1987), deutscher Fußballspieler
- Wuttke, Ulrike (* 1976), deutsche Philologin und Bibliothekswissenschaftlerin
- Wuttke, Walter (* 1941), deutscher Medizinhistoriker und Altphilologe
- Wuttke, Wolfram (1961–2015), deutscher Fußballspieler
- Wuttke-Biller, Emma (1833–1913), deutsche Schriftstellerin

### Wutz
- Wutz, Claudia, deutsche Filmeditorin
- Wutz, Franz (1882–1938), deutscher Priester und Professor für Altes Testament an der Hochschule Eichstätt
- Wutz, Johann, bayerischer Poli
- Wutz, Maria (1898–1983), deutsche Sängerin
- Wutzdorff, Edgar (1855–1923), deutscher Sanitätsoffizier und Medizinalbeamter
- Wutzel, Otto (1918–2013), österreichischer Kunsthistoriker und Beamter
- Wutzer, Carl Wilhelm (1789–1863), deutscher Militärarzt, Chirurg und Hochschullehrer
- Wutzke, Johann Christian (1767–1842), deutscher Wasserbau-Experte, topographischer Schriftsteller und Chronist
- Wutzke, Oswald (* 1936), deutscher Theologe und Politiker (DA, später CDU)
- Wutzke, Ulrich (* 1946), deutscher Geologe, Verleger und Herausgeber
- Wutzky, Anna Charlotte (1890–1952), deutsche Schriftstellerin, literarische Übersetzerin und Kulturmanagerin
- Wutzky, Emil (1871–1963), deutscher Gewerkschafter, Genossenschaftler und sozialdemokratischer Politiker
- Wutzl, Jörg (* 1989), österreichischer Beachvolleyballspieler
- Wutzler, Bernd (1954–2023), deutscher Fußballspieler
- Wutzlhofer, Hans (1893–1969), bayerischer Politiker und Regierungsbeamter
- Wutzlhofer, Johannes (1871–1936), deutscher Politiker (Bayerischer Bauernbund), bayerischer Landwirtschaftsminister und Abgeordneter des Bayerischen Landtags
- Wutzlhofer, Manfred (* 1944), bayerischer Beamter